# Leucania sicula
Leucania sicula is een vlinder uit de familie uilen (Noctuidae). De wetenschappelijke naam van deze soort is voor het eerst geldig gepubliceerd in 1835 door Treitschke.
De soort komt voor in tropisch Afrika.